# Xã Englewood, Quận Clark, Kansas
Xã Englewood (tiếng Anh: Englewood Township) là một xã thuộc quận Clark, tiểu bang Kansas, Hoa Kỳ. Năm 2010, dân số của xã này là 125 người.